# Gaston de Foix-Nemours
Gaston de Foix (ismert ragadványnevén: „Itália villámja”, olaszul: Folgore d’Italia; Mazères, Francia Királyság, 1489. december 10. − Ravenna, Velencei Köztársaság, 1512. április 11.), francia főnemes, Nemours hercege, aki XII. Lajos francia király unokaöccseként az itáliai francia haderő vezénylő parancsnoka a Cambrai-i Liga harmadik háborúja idején. Nemesi címei között volt a Nemours hercegén túl többek között az Étampes grófja és a Narbonne algrófja is.
Megvédelmezte a Milánói Hercegséget a II. Gyula pápa által szervezett Szent Liga támadásával szemben. 1512 februárjában jól szervezett villámhadjárattal, kiemelkedő menetteljesítménnyel két hét alatt három győzelmet aratott Bologna, Mantova és Brescia alatt. 1512 áprilisában csapatai a véres ravennai csatában is győzelmet szereztek, ám Gaston elesett a harcban. Halála után a francia csapatok kiszorultak Észak-Itáliából.

## Élete

### Származása
Gaston herceg édesapja a Foix-ház Grailly ágából való Foix János navarrai királyi herceg (Jean de Foix, 1450–1500) volt, Narbonne vikomtja (algrófja), és Étampes grófja, IV. Gaston foix-i gróf (1423–1472) és Aragóniai Eleonóra navarrai királynő (1426–1479) – II. Ferdinánd aragóniai király féltestvére – harmadik fia. Édesanyja Valois Mária orléans-i hercegnő (Marie d’Orléans, 1457–1493) volt, I. Károly orléans-i hercegnek (Charles d’Orléans, 1394–1465), a kor híres költőjének és Klevei Mária hercegnőnek (1426–1487) leánya, a későbbi XII. Lajos francia király nővére.
Szülei házasságából két testvér született:
- Germána királyi hercegnő (1488–1538) , aki először II. Ferdinándhoz, Aragónia királyához, majd Brandenburgi János valenciai alkirályhoz (1493–1525), végül Aragóniai Ferdinánd calabriai herceghez (1488–1550), IV. Frigyes nápolyi király fiához ment feleségül.
- Gaston királyi herceg, (1489–1512), Nemours hercege, utóbb navarrai trónkövetelő, hadvezér, nem nősült meg.

Gaston apai felmenői a dél-franciaországi Febo családból származtak, amely Navarra uralkodóit adta, anyai felmenői a francia Valois királyi ház Orléans-i ágának tagjai voltak. Gaston, anyja révén Orléans-i Károly királyi hercegnek, a későbbi XII. Lajos királynak unokaöccse volt. Őseinek legtöbbje karddal szolgálta uralkodóját, mint a kor francia nemességének nagy része. Gaston nagyapja, IV. Gaston gróf a százéves háborúban Gascogne-ban harcolt, részt vett a castilloni csatában (1453). Apja, Foix János herceg harcolt a Navarrai Királyság koronájáért. Unokafivérei, Odet de Foix-Lautrec, Thomas de Foix-Lescun és André de Foix valamennyien az itáliai háborúk hadjárataiban harcoltak és haltak meg. Anyai nagyapja, I. Károly orléans-i herceg harcolt az azincourt-i csatában, 24 évet töltött angol fogságban, majd az Aranygyapjas rend lovagja lett.

### Pályakezdés
Gaston 11 éves volt, amikor apja halálával (1500) megörökölte Étampes grófjának címét. 16 évesen, 1505-ben lemondott Narbonne vikomtjának címéről nagybátyjának, a királynak javára. Cserébe 18 éves korában XII. Lajos francia király 1507. november 19-én Franciaország pair-jévé emelte, és kinevezte Nemours hercegévé. 1508. január 14-én vették fel a pair-ek névsorába, és iktatták be hercegi méltóságába. (A nemours-i hercegi cím legutóbbi birtokosa Louis d’Armagnac (1472–1503), Pardiac grófja, XII. Lajos szolgálatában részt vett a második itáliai háborúban (1499–1504). A Nápolyi Királyság francia alkirályává nevezték ki, de 1503. április 28-án a cerignolai csatában vereséget szenvedett a spanyoloktól, maga is elesett a harcban. Louis d’Armagnac halálával a Nemours-i Hercegség 1503-ban visszaszállt a királyra, Gaston de Foix ezt kapta meg 1508-ban.)
1509-ben a király Dauphiné tartomány kormányzójává nevezte ki. Részt vett XII. Lajos királynak a cambrai-i liga szövetségében a Velencei Köztársaság ellen indított hadjáratában. 1509. május 14-én harcolt a jelentős francia győzelmet hozó agnadellói csatában.

### Főhadparancsnok Itáliában
1511 márciusában a franciák bevették Concordiát és Castelfrancót, a pápa Ravennába menekült. Május 21-én XII. Lajos elfoglalta Bolognát. Júniusra Romagna tartomány legnagyobb része francia kézre jutott. 1511. június 25-én a király kinevezte Gastont az elfoglalt Milánó kormányzójává, a februárban elhunyt Charles d’Amboise marsall helyére. Az itáliai francia haderő közben nehéz helyzetbe jutott, mert II. Gyula pápa átállt Velence oldalára, és franciaellenes Szent Ligát szervezett. XII. Lajos ekkor Gaston de Foix-t nevezte ki az összes itáliai francia királyi haderő parancsnokává. Megjelenése a hadszíntéren drámai fordulatot hozott a hadi eseményekben.
1511 novemberében a II. Gyula pápa által behívott svájci zsoldosok átlépték Lombardia határát, hogy visszafoglalják a franciáktól a Milánói Hercegséget. Gaston de Foix minden élelmiszert és ellátmányt az erődökbe hordatott, és a Varese tartományban, Gallarate előtt a királyi hadsereg 500 lándzsásával, 200 könnyű gyalogossal és erős tüzérséggel elállta a svájciak útját. Támadásra nem került sor, a svájci gyalogság, élelmiszertől és a beígért jutalomtól elvágva, visszavonult Svájcba.

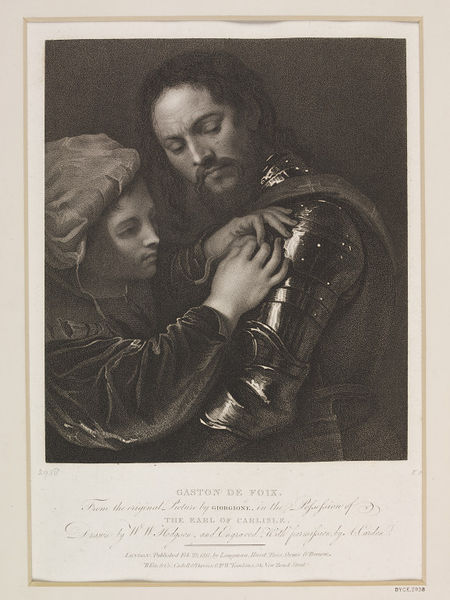
Gaston de Foix arcképe, Giorgione festményének 19. századi nyomata

### „Villámháború”
Miután Lombardiát biztosította, Gaston de Foix délnek fordult, mert 1512 januárjában a Szent Liga egy pápai–spanyol hadsereget összpontosított Ramon de Cardona tábornoknak, Nápoly spanyol alkirályának parancsnoksága alatt. Cardona visszafoglalta a Ferrarai Hercegségnek a Pó folyótól délre eső területét. Az erős hadsereg Imolánál gyülekezett. A spanyolok 800 lovassal, 8000 spanyol gyalogossal, erős tüzérséggel. Kíséretükben a Nápolyi Királyság bandériumai, Ramon de Cardona alkirály 1600 gyalogosa és 800 gyalogosa, II. Gyula pápa 8000 gyalogosa, Fabrizio Colonna és Marcantonio Colonna parancsnoksága alatt (A pápai főparancsnok, Prospero Colonna condottiere megtagadta, hogy Cardona alárendeltjeként működjön, ezért nem ő vezette a pápai csapatokat). A jelentős haderővel Cardona Bologna ostromára indult, amelyet Gaston unokafivére, Odet de Foix gróf védett 2000 zsoldossal (landsknechttel) és 200 páncélos lovassal (lancia).
Gaston felmentő hadserege, 1300 páncélos lovas, 6000 landsknecht, 8000 francia és olasz gyalogos katona Finale Emiliánál gyülekezett a hóval fedett vidéken. A kor hadseregei általában igen lassan vonultak. Az ifjú Gaston képes volt csapatait meglepő gyorsasággal mozgatni. Február 4-én éjszaka hóviharban megközelítették az ostromlott várost, és 5-én hajnalban a San Felice kapun át bevonultak Bolognába. A jelentős erősítés váratlanul gyors érkezésének hírére Cardona visszavonulást rendelt el Imolába.
Ugyanezekben a napokban azonban egy velencei hadsereg, Andrea Gritti parancsnoksága alatt elfoglalta Bresciát és Bergamót, ezért Bologna felmentése után Gaston de Foix azonnal északnak fordult, Brescia visszafoglalására. A hideg és havazás ellenére a francia csapatok sebesen haladtak Brescia felé. Amikor odaértek, a várost elfoglaló velencei hadsereg még nem rendezte sorait, szétszórtan és szervezetlen csoportokban állt. Az első összecsapásra Verona és Modena között, Isola della Scala községnél került sor. Gaston de Foix 300 páncélos lovassal és 3000 gyalogossal rohamozta meg a velencei Gian Paolo Baglioni 700 páncélos lovasát, 400 főnyi könnyűlovasságát és 12 000 gyalogosát. A francia roham szétszórta a velencei négyszög-alakzatokat, a katonák 300 halottat, sebesültet és 2 ágyút hátrahagyva menekültek a harctérről. A csata után Gaston de Foix nem vert tábort, hanem azonnali menetet rendelt Brescia felé. Február 18-án érkeztek a város alá, menetből megrohanták városfalakat, a Pustrella-kapun át betörtek a városba. A városi lakosság (és a velenceiek) életét és vagyonát megkímélendő, Gaston felszólította Andrea Grittit a város békés feladására, de ő visszautasította. Másnap, február 19-én a franciák véres harcban elfoglalták a teljesen feldúlt és kifosztott Bresciát, 8000 velencei és 5000 francia halott maradt a csatatéren. Megsebesült Gaston alvezére, Jacques de La Palice marsall, és Bayard lovag, az 1503-as gariglianói csata legendás francia hőse is. Gaston de Foix hadserege ezután Bergamóba vonult, gyors ostrommal bevette és teljesen kifosztotta a várost.
Csapatainak gyors mozgása és váratlan felbukkanása a csatamezőn félelembe ejtette ellenségeit. Az 1511–12-es hadjáratok nyomán Gaston de Foix-t „Itália villáma”-ként (Folgore d’Italia) kezdték nevezni. A hadjáratok siettetésének valószínű oka az lehetett, hogy Gaston tudta, hogy VIII. Henrik angol király is csatlakozott a Szent Ligához, és küszöbön áll a Franciaország elleni angol támadás. Gaston attól tartott, hogy az itáliai francia hadsereg nagy részét bármikor hazavezényelhetik, ezért igyekezett a Liga erőit ütközetek sorozatában megtizedelni, még mielőtt az angol támadás bekövetkezne. (Erre néhány hónappal a ravennai csata után valóban sor került).

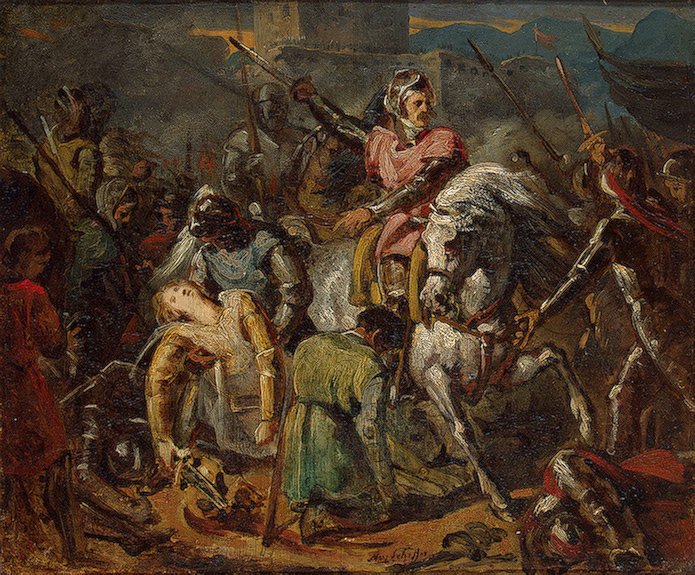
Gaston de Foix halála a ravennai csatában.

### Utolsó csatája
Bologna felmentése és Brescia elfoglalása után Gaston de Foix ismét délkeletnek fordult, és – kiegészítve Estei Alfonz ferrarai herceg csapataival – a pápa utolsó romagnai támaszpontjának, Ravennának elfoglalására indult. II. Gyula pápa a spanyoloktól kért segítséget. 1512. április 8-án Gaston de Foix megkezdte az ostromot. Ramon de Cardona nápolyi alkirály felmentő hadserege Forlín keresztül április 10-én ért a Ronco folyóhoz, amelynek túlsó partján már francia csapatok álltak. Gaston, akinek készletei fogyatkozóban voltak, úgy döntött, másnap támadást indít Cardona ellen.
Április 11-én heves tüzérségi párbaj indult a felek között. Gaston de Foix csapatai ellenséges ágyútűzben keltek át a folyón, a francia tüzérség közvetlenül a Liga táborát lőtte. Mind az ágyútűzhöz nem szokott gascogne-i francia gyalogság, mind a fedezék nélkül maradt spanyol nehéz lovasság súlyos veszteségeket szenvedett. Jacques de La Palice lovasrohamban szétszórta a spanyol elővédet, és betört középre, hogy a francia derékhadat segítse. Pedro Navarro spanyol gyalogsága átkelt a folyó francia partjára és véres rendet vágott a gascogne-i íjászok között, de a francia lovasság támadása szétszórta őket. A legvéresebb közelharc a derékhadban, a spanyol és francia pikások tömege között folyt. Fabrizio Colonna a pápai nehézlovasság élén meghátrálásra késztette a francia pikásokat, de a francia nehézlovasság több irányból megrohamozta a spanyol gyalogságot, akiknek többségét lemészárolták, csak kisebb részük tudott a folyón átkelve elmenekülni. Cardona alvezérei, Colonna és Navarro francia fogságba estek.
Maga Gaston de Foix, amikor értesült a gascogne-iak visszavonulásáról, egy kisebb csapattal északnak lovagolt. A folyón átkelve beleütközött a spanyol gyalogságba, közelharc fejlődött ki, melynek során Gaston elesett.
A véres csatában 16 000 ember halt meg. Egy korabeli szemtanú beszámolója szerint „Soha ember még nem védte magát harcban úgy, mint a spanyolok. Akinek már nem volt se ép keze, se ép lába, fogával mart bele ellenségeibe. Gaston vezéren 18 sebet találtak, ebből 14-et vagy 15-öt mind az álla és a homloka között, mutatván, hogy a herceg nem fordított hátat, harcolt, amíg élt.”
A fővezér eleste után Jacques de La Palice vette át a parancsnokságot. Úgy döntött, nem üldözi a megvert spanyolokat, hanem folytatja Ravenna ostromát. A várost a franciák rövidesen bevették és kifosztották. A csata után a hadsereg nagy részét hazarendelték Franciaországba. A Liga megújuló támadásai nyomán júniusban La Palice kénytelen volt feladni Milánót, augusztusra egész Lombardiát. A svájci zsoldos csapatok egy időre helyreállították a Sforzák uralmát. Massimiliano herceget, a francia fogságban meghalt Ludovico „il Moro” fiát helyezték a trónra.

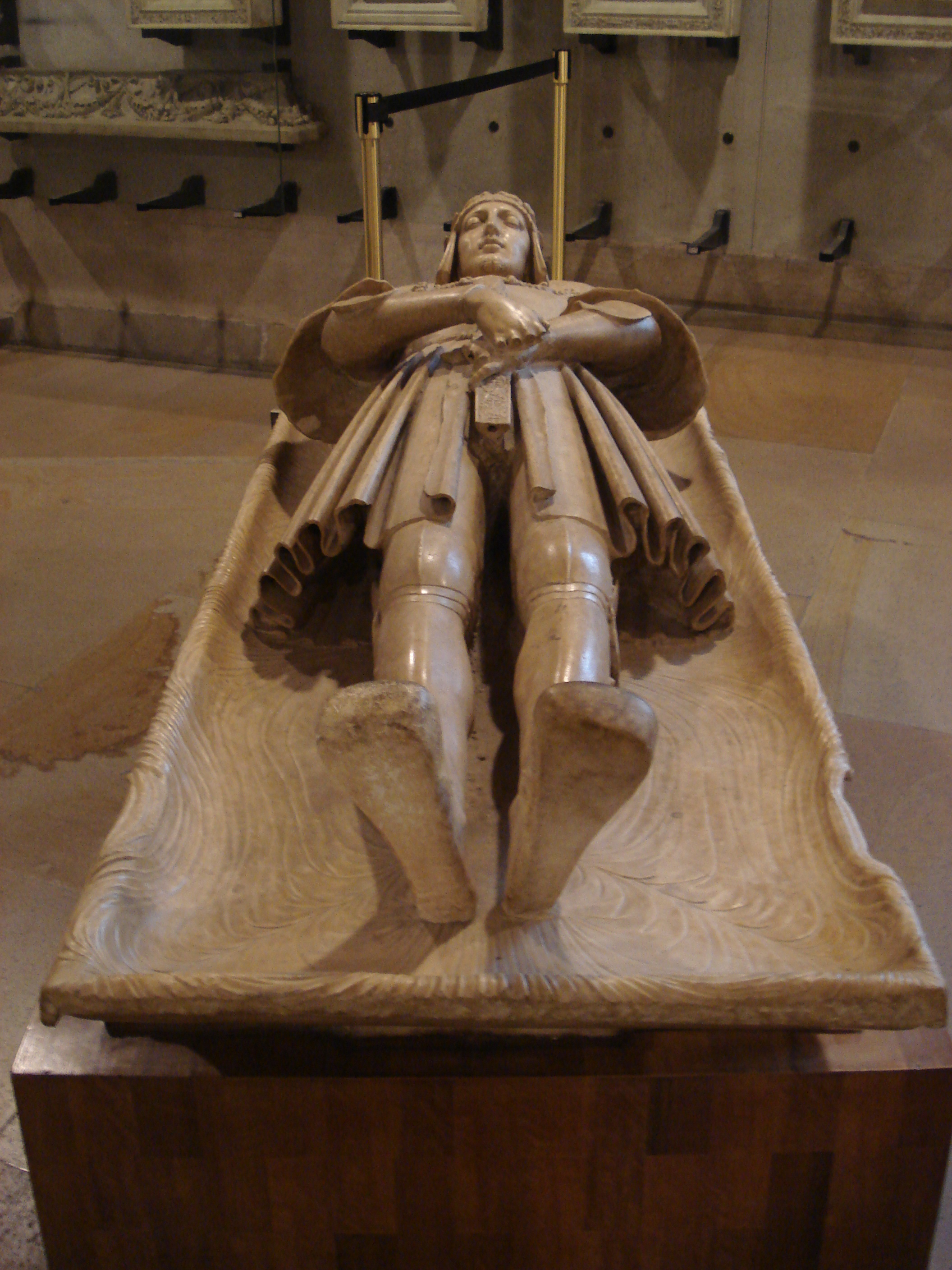
Gaston de Foix sírszobra a milánói Castello Sforzesco múzeumában.

## Eljegyzése
Gaston apja, Foix János navarrai királyi herceg vitatta a nők trónöröklési jogát a férfiakkal szemben, így önmagát tekintette Navarra jogos királyának 1483-ban, unokahúga, I. Katalin navarrai királynő trónra léptekor, ezért a királyságban egészen 1494-ig, I. Katalin királynő és férje, III. (Albret) János pamplonai megkoronázásáig (1494. január 12.) polgárháború dúlt. Gaston apja végül 1497. szeptember 1-én vagy szeptember 7-én Tarbes-ban, Bigorre Grófság székhelyén, amely szintén a Foix-ház birtokában volt, megegyezett unokahúgával, Katalin királynővel, és 4000 fontnyi évjáradékért elismerte unokahúga uralmát.
A megállapodást egy előzetes házassági szerződéssel is megpecsételték ekkor, de már az 1497-es végleges megbékélés előtt, 1496. november 1-én, illetve december 15-én is kifejezték ebbéli óhajukat, amit végül két évvel a békekötés után öntöttek végleges szerződésbe 1499. április 24-én, hogy a navarrai királyi párnak a májusban a hetedik életévébe lépő legidősebb lányát, Annát eljegyezték a decemberben 10. életévét elérő Gaston herceggel Anna szülővárosában, Pau-ban. Anna volt szülei elsőszülött gyermeke, három húga, az ötéves Magdolna (1494–1504), a négyéves Katalin és a pár hetes Kvitéria élt ekkor, és mivel az addigi egyetlen öccse, János 1496-ban négy hónaposan meghalt, Anna volt a Navarrai Királyság (prezumptív/feltételezett) trónörököse. Ha később sem születne öccse, akkor ezzel a házassággal a trónkövetelő nagybácsi fia, Gaston szintén trónra kerülhet Anna kezével, ami kielégíthette János herceg ambícióit is a (leendő) király apjaként és a királynő apósaként. Gaston apja a következő évben elhunyt, Annának pedig a következő évszázad elején sorra születtek az öccsei, és bár többen is korán meghaltak még csecsemőkorban, többek között az 1501-ben született András Phoebus 1503-ban, de az ugyanebben az évben született Henrik már végleg kitúrta nővérét a trónöröklésből, és 1503-tól már egyre kevésebb esély volt arra, hogy a leendő újabb Foix–Albret házassággal Anna és Gaston valaha is trónra ülhet. A tervezett frigy nem is jött létre, Gaston így nem lett Navarra királya sem a saját, sem a (leendő) felesége jogán.

## Síremléke
Az elesett Gaston herceg holttestét a csata után a milánói dómban temették el, a harcban zsákmányolt zászlókkal, fegyverekkel és hadi jelvényekkel körülvéve. 1513-ban XII. Lajos király újabb támadást indított, de a Szent Liga csapatai a novarai csatában megállították, és ismét kiszorították őt Itáliából. A franciák távozása után Matthäus Schiner svájci bíboros, Sion püspöke átvitette a maradványokat a Szent Márta-templomba (Chiesa di Santa Marta). 1515-ben I. Ferenc francia király ismét elfoglalta a várost, és Agostino Busti szobrásztól egy síremlék készítését rendelte meg Gaston herceg számára, ez 1522-re készült el. Az ún. „négyéves háború” kitörésekor, 1521 novemberében V. Károly császár csapatai elűzték a franciákat. Massimiliano öccse, II. Francesco Sforza herceg lépett a trónra. A sírkápolna építését félbehagyták.
A milánói Santa Marta templomot (amely a mai Piazza Mentana téren állt), 1875-ben lebontották, Gaston herceg márvány sírszobrát és annak domborműves darabjait a Castello Sforzesco múzeumába vitték.

## Értékelése
Gaston de Foix-t a hadtörténészek a nagy hadvezérek közé sorolják, fiatal kora és rövid katonai pályafutása ellenére. Mindössze 22 éves, amikor nagybátyja, a király rábízta a Milánói Hercegség védelmét, a nehéz helyzetbe jutott itáliai francia haderő irányítását egy olyan pillanatban, amikor II. Gyula pápa és a Velencei Köztársaság szövetsége veszélyeztette a Francia Királyság hadjáratának eredményeit. Gaston de Foix rövid, 3 hónapos főparancsnoki ténykedés alatt bizonyította hadvezéri tehetségét, mely a legnagyobb stratégákhoz, Turenne marsallhoz és Napoléon Bonapartéhoz mérhető. Ebben a korszakban a hadra kelt hadseregek igen lassan mozogtak. VIII. Károlynak 1494-ben öt hónap kellett ahhoz, hogy (harc nélkül) átkeljen az Alpokon, és elérje a Nápolyi Királyság határát. I. Ferencnek 1515-ben egy hónap kellett, hogy megtegye a 220 km-es utat a savoyai Argentière-től (ma: Haute-Savoie) a lombardiai Marignanóig. Gaston de Foix megdöbbentette ellenfeleit vonulásainak gyorsaságával és támadásainak vakmerőségével. Úgy írtak róla, mint aki egymaga három ellenféllel szembe tud fordulni. 1512 februárjában mindössze 14 nap alatt több, mint 200 km-es utat tudott megtenni csapataival, hóesésben, rossz, süppedős utakon, miközben három győztes csatát is megvívott (5-én felmentette az ostromlott Bolognát, 16-án Mantovától északra szétverte a velenceieket, és 19-én rohammal bevette Bresciát).

## Halálának következményei
Gaston halálával a nővére, Foix Germána aragóniai királyné örökölte a Navarrai Királyság trónjára vonatkozó jogait, amit Gaston sógora és apjuknak a nagybátyja, II. (Katolikus) Ferdinánd aragón király rögtön ki is használt, és három hónappal Gaston halála után, 1512 júliusában a felesége jogaira hivatkozva megszállta Navarrát a Szent Liga égisze alatt, és elűzte Germána unokatestvérét, I. (Foix) Katalin navarrai királynőt a családjával együtt Navarra Pireneusokon túli kis csücskébe, a ma Franciaországhoz tartozó Alsó-Navarrába. A „spanyol egység” ezzel a megszállással vált teljessé.